# Comuna Sărăteni, Leova
Comuna Sărăteni este o comună din raionul Leova, Republica Moldova. Cuprinde două sate: Sărăteni (centru de comună) și Victoria. La recensământul din 2004, comuna înregistra 921 locuitori.

## Administrație și politică
Componența Consiliului local Sărăteni (9 consilieri), ales la 5 noiembrie 2023, este următoarea:
|  | Partid                           | Consilieri | Componență | Componență | Componență | Componență | Componență | Componență |
|  | -------------------------------- | ---------- | ---------- | ---------- | ---------- | ---------- | ---------- | ---------- |
|  | Partidul Acțiune și Solidaritate | 6          |            |            |            |            |            |            |
|  | Liga Orașelor și Comunelor       | 3          |            |            |            |            |            |            |